# Религия диких
«Религия диких» (1918) — немой художественный фильм Бориса Сушкевича. Фильм не сохранился.

## Критика
«Интересный замысел оказался совершенно невыявленным в постановке и поэтому получается непоследовательность действия и немотивированность надписей. Необдуманность деталей постановки и дурная фотография увеличивают смутное впечатление от картины.» («Кино-бюллетень. Указатель просмотренных картин отделом рецензий кинематографического комитета народного комиссариата просвещения». № 1-2. - М., 1918, стр. 9-10)